# Убля (Словаччина)
У́бля (Ву́бля; словац. Ubľa, угор. Ugar) — село, громада в окрузі Снина, Пряшівський край, східна Словаччина. Кадастрова площа громади — 29,00 км². Населення — 782 особи (за оцінкою на 31 грудня 2017 р.).

## Географія
Розташоване за ~20 км на південний схід від адмінцентра округу міста Сніна, на кордоні з Україною; із смт Великий Березний та села Малий Березний, що за межею-кордоном, вже на території України.
Висота над рівнем моря в центрі села 224 м, в кадастрі від 200 до 582 м. Найвища точка — гора Косматець (словац. Kosmatec), 582 м н.р.м. 48°52′36″ пн. ш. 22°23′40″ сх. д., на кордоні з Україною.
Поблизу села діє пункт пропуску через державний кордон з Україною: Убля — Малий Березний.
Протікає Савков потік.

## Історія
Давнє бойківське село. Вперше згадується 1567 року як Oblia, далі — 1773-го як Ubla; угор. Ublya, Ugar.

## Населення
| Рік:            | 1994. | 2004.   | 2014.   | 2024.   |
| --------------- | ----- | ------- | ------- | ------- |
| Кількість осіб: | 869   | 873     | 794     | 760     |
| Різниця:        |       | +0,46 % | -9,04 % | -4,28 % |

| Рік:            | 2023. | 2024.   |
| --------------- | ----- | ------- |
| Кількість осіб: | 774   | 760     |
| Різниця:        |       | -1,80 % |

Національний склад громади станом на 2021 рік:
| етнос    | кількість осіб | частка, % |
| -------- | -------------- | --------- |
| словаки  | 552            | 69,70     |
| русини   | 147            | 18,56     |
| українці | 33             | 4,17      |
| чехи     | 9              | 1,14      |
| цигани   | 5              | 0,63      |
| німці    | 1              | 0,13      |
| угорці   | 1              | 0,13      |
| інші     | 44             | 5,56      |
| всього   | 792            | 100       |

Склад населення громади за рідною мовою станом на 2021 рік:
| мова       | кількість осіб | частка, % |
| ---------- | -------------- | --------- |
| словацька  | 366            | 46,21     |
| русинська  | 356            | 44,95     |
| українська | 13             | 1,64      |
| чеська     | 13             | 1,64      |
| німецька   | 1              | 0,13      |
| російська  | 1              | 0,13      |
| угорська   | 1              | 0,13      |
| інші       | 41             | 5,18      |
| всього     | 792            | 100       |

Склад населення громади за віросповіданням станом на 2021 рік:
| обряд                  | кількість осіб | частка, % |
| ---------------------- | -------------- | --------- |
| православ'я            | 394            | 49,75     |
| греко-католицизм       | 269            | 33,96     |
| римо-католицизм        | 35             | 4,42      |
| "християнські громади" | 2              | 0,25      |
| євангелізм             | 1              | 0,13      |
| Свідки Єгови           | 1              | 0,13      |
| інші                   | 43             | 5,43      |
| не віруючі             | 47             | 5,93      |
| всього                 | 792            | 100       |

## Уродженці
- Стефан Новак (1879—1932) — словацький церковний діяч, єпископ Пряшівської греко-католицької єпархії у 1913—1918 роках.

## Пам'ятки
У селі є греко-католицька церква св. Мікулаша з 1826 року та військовий цвинтар.

## Цікаві факти
Внаслідок запровадження в Україні нових правил розмитнення імпортних авто (євроблях) наприкінці 2018 року територія села перетворилась на звалище для машин, від яких відмовляються українці, що не хочуть розмитнювати їх за новими правилами.